# حزب الجهاد الديمقراطي
حزب الجهاد الديمقراطي هو حزب سياسي مصري مكون من أعضاء سابقين في جماعة الجهاد الإسلامي المصرية.  كانت تتكون أيضًا من أعضاء «جماعات جهادية سابقة» أخرى.  يُعرف الحزب أيضًا باسم حزب الجهاد الإسلامي الديمقراطي وكذلك الحزب الإسلامي الجهادي.  وصرح أحد أعضاء الحزب أن الحزب «فشل». وذكر الحزب أنه دعم أحمد شفيق في انتخابات 2012 الرئاسية. وصرحت صبرا إبراهيم، نائبة مؤسس الحزب، أن الحزب قدم دعمه لشفيق من أجل منع قيام دولة ثيوقراطية يحكمها الإخوان المسلمون. وأدان الحزب هجوم أغسطس / آب 2012 الذي أسفر عن مقتل 16 جنديًا، قائلاً إنه ارتكب من قبل «إرهابيين آثمين». ياسر سعد هو الآن عضو في تحالف شامل من الجهاديين السابقين وأعضاء سابقين في جماعة الإخوان المسلمين وأعضاء سابقين في الجماعة الإسلامية يُدعى الجبهة المعتدلة.

## سياسة الحزب
وصرح الشيخ ياسر سعد ، زعيم الحزب، أن الحزب سيكون شاملاً للأقليات.  ظهرت عضوة حزبية شابة تدعى حنان نور الدين مكشوفة في المؤتمر الصحفي للإعلان عن خطة تأسيس الحزب.

## انتقادات
وانتقد محمد الظواهري الحزب لاعتناقه الديمقراطية المخالفة.